# Аль-Банна, Абдельхалек
Абдельхалек Самир Ибрагим аль-Банна (араб. عبدالخالق سمير إبراهيم البنا‎; род. 4 июля 1988[…], Танта) — египетский гребец, выступающий за сборную Египта по академической гребле в 2010-х годах. Обладатель двух серебряных медалей Африканских игр, победитель и призёр первенств национального значения, участник летних Олимпийских игр в Рио-де-Жанейро.

## Биография
Абдельхалек аль-Банна родился 4 июля 1988 года в городе Танта, Египет.
Впервые заявил о себе в академической гребле на международном уровне в сезоне 2013 года, когда вошёл в состав египетской национальной сборной и выступил в парных двойках на Средиземноморских играх в Мерсине.
Начиная с 2014 года активно стартовал на этапах Кубка мира, принял участие в чемпионате мира в Амстердаме.
В 2015 году в парных двойках выступил на чемпионате мира в Эгбелете, тогда как в одиночках одержал победу на Африканской олимпийской квалификационной регате FISA в Тунисе — тем самым прошёл отбор на летние Олимпийские игры 2016 года в Рио-де-Жанейро. На Играх в программе одиночек с третьего места преодолел предварительный квалификационный этап, затем был третьим в четвертьфинале и пятым в полуфинале — таким образом отобрался в утешительный финал В, где в конечном счёте финишировал четвёртым, закрыв десятку сильнейших в итоговом протоколе.
После Олимпиады в Рио аль-Банна остался действующим спортсменом и продолжил принимать участие в крупнейших международных регатах. Так, в 2018 году в одиночках он отметился выступлением на чемпионате мира в Пловдиве, а год спустя в той же дисциплине стартовал на чемпионате мира в Оттенсхайме — в обоих случаях был далёк от попадания в число призёров. Помимо этого, выиграл две серебряные медали на Африканских играх в Рабате.